# Jaroslav Brouk
Jaroslav Brouk (11. května 1884 Hlince – 3. července 1953 Praha) byl český obchodník a podnikatel, spoluzakladatel a následný majitel společnosti Brouk a Babka provozující obchodní dům Brouk a Babka na Letné, a následně i stejnojmennou síť obchodních domů po celém Československu. Po únoru 1948 byla rodina zbavena vlastnictví firmy.

## Život

### Mládí
Narodil se v malé obci Hlince poblíž Kralovic. Po absolvování obecné školy se vyučil obchodníkem a poté vystudoval ještě obchodní akademii. Při studiu se seznámil s Josefem Babkou, který pocházel z Mochtína u Klatov. Sousloví „Brouk a Babka“ začali podle vzpomínek Brouka používat jejich profesoři, kteří je společně vyvolávali a toto pořadí se jim jevilo jako libozvučnější než abecední pořadí Babka a Brouk.

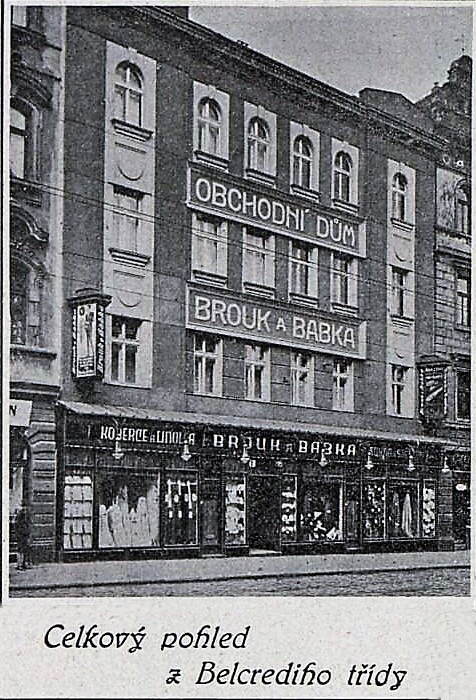
„Brouk a Babka“ v Praze, Belcrediho třída 58/35, rok 1925

### Brouk a Babka
Po dokončení školy působil Brouk v Praze a Babka ve Vídni, ale zůstali v korespondenčním kontaktu. Nejprve získávali praxi u různých obchodníků, ve svých 24 letech si oba založili vlastní samostatné podniky, Brouk se usadil na pražské Letné, začal zde roku 1908 provozovat koloniál, jako obchodního partnera přizval spolužáka Babku a spolu založili obchodní společnost Brouk a Babka. Brouk se na Letné též usadil, oženil a založil rodinu.
Zpočátku se v obchodě prodávalo pouze koloniální zboží se specializací na čaj a kávu. Kvůli snaze rozšířit povědomí o firmě vynakládali velké částky na reklamu; první rok skončil sice zvýšením obratu, ale také ztrátou.
Josef Babka kvůli špatnému zdravotnímu stavu ze společnosti roku 1910 vystoupil a odešel zpět do Klatov, kde si otevřel vlastní obchod, ale název firmy již zůstal nezměněn. Téhož roku dosáhl holešovický koloniál ziskovosti a firma otevřela nové prodejny s textiliemi a galanterií. Firma koupila dům na Belcrediho třídě na Letné, ve kterém plánovala vybudovat moderní obchodní dům podle vzoru evropských obchodních domů. Rychle se rozvíjela, pouze na dobu první světové války byl Jaroslav Brouk odveden na vojnu a firma mezitím stagnovala, ale po návratu v rozvoji firmy pokračoval.

### Československo
Po vzniku samostatného Československa byla v roce 1919 založena veřejná obchodní společnost B+B a začalo se s přestavbou holešovického obchodního domu: pracovalo zde okolo 30 zaměstnanců, včetně Broukovy manželky, Josefy. Roku 1925 přikoupila firma protilehlý činžovní dům ve Veletržní ulici (č.p. 820/73) a dvůr mezi oběma domy dala zastřešit a proměnit v prodejní dvoranu. Pro vystěhované nájemníky z tohoto domu Jaroslav Brouk koupil a dostavěl sousední rozestavěný dům, ve kterém pak bydlel s rodinou ve služebním bytě. V roce 1927 byla firma přeměněna na akciovou společnost. Později společnost koupila dům V Zátiší 8 (Haškova), kde zřídila prodejnu motocyklů a velocipédů. Roku 1928 si pronajala rozsáhlé prostory ve Veletržním paláci.
Obchodní domy B+B vynikaly mimořádnou architektonickou úrovní, zaváděny v nich byly moderní formy prodeje jako samoobslužný prodej a zásilkovou službu. Bílá labuť byla otevřena 19. března 1939. Funkcionalistická budova s železobetonovou konstrukcí a prosklenou čelní fasádou byla s jedenácti podlažími (9 nadzemními a 2 podzemními) a 540 zaměstnanci na ploše 15 tisíc čtverečních metrů, největším a nejmodernějším obchodním domem ve střední a východní Evropě. Byla vybavena nejmodernějšími zařízeními, například pokladní potrubní poštou, eskalátory, 5 rychlovýtahy, dětskými koutky s vychovatelkami, úschovnou kočárků a osm metrů vysokou otáčející se neonovou labutí.

### Obchodní domy
Kromě letenských provozoven postupně firma postavila a provozovala řadu dalších velkých obchodních domů, které byly ve většině případů funkcionalistickými skvosty:
- Brouk a Babka (České Budějovice),[2] od roku 1928 měli B+B svoje oddělení v obchodním domě U Smetanů, roku 1935 postaven nový obchodní dům nazývaný Broukárna, od roku 1951 Vltavan, od roku 1980 Dětský dům[6], 1983–1989 pro špatný stav uzavřen[5]
- Brouk a Babka (Plzeň), otevřen 17. září 1932[2]
- Brouk a Babka (Brno),[2] 1934, arch. Miroslav Kopřiva, později Moravanka a nově OD Baťa
- Brouk a Babka (Liberec),[2] 1936, od roku 1950 Jiskra, památkově chráněný;[7][8] arch. Jan Gillar
- Brouk a Babka (Bratislava);[2] arch. Christian Ludwig
- Brouk a Babka (Ostrava), 1928,[2] (později Ostravanka, od roku 2001 Dům knihy Librex, nyní Dům Knihy Knihcentrum, zapsán v seznamu nemovitých kulturních památek České republiky); arch. Karel Kotas
- Bílá labuť v Praze (otevřena 19. března 1939, od roku 1994 zapsaná v seznamu památek);[2] Josef Kittrich a Josef Hrubý

### Po roce 1945

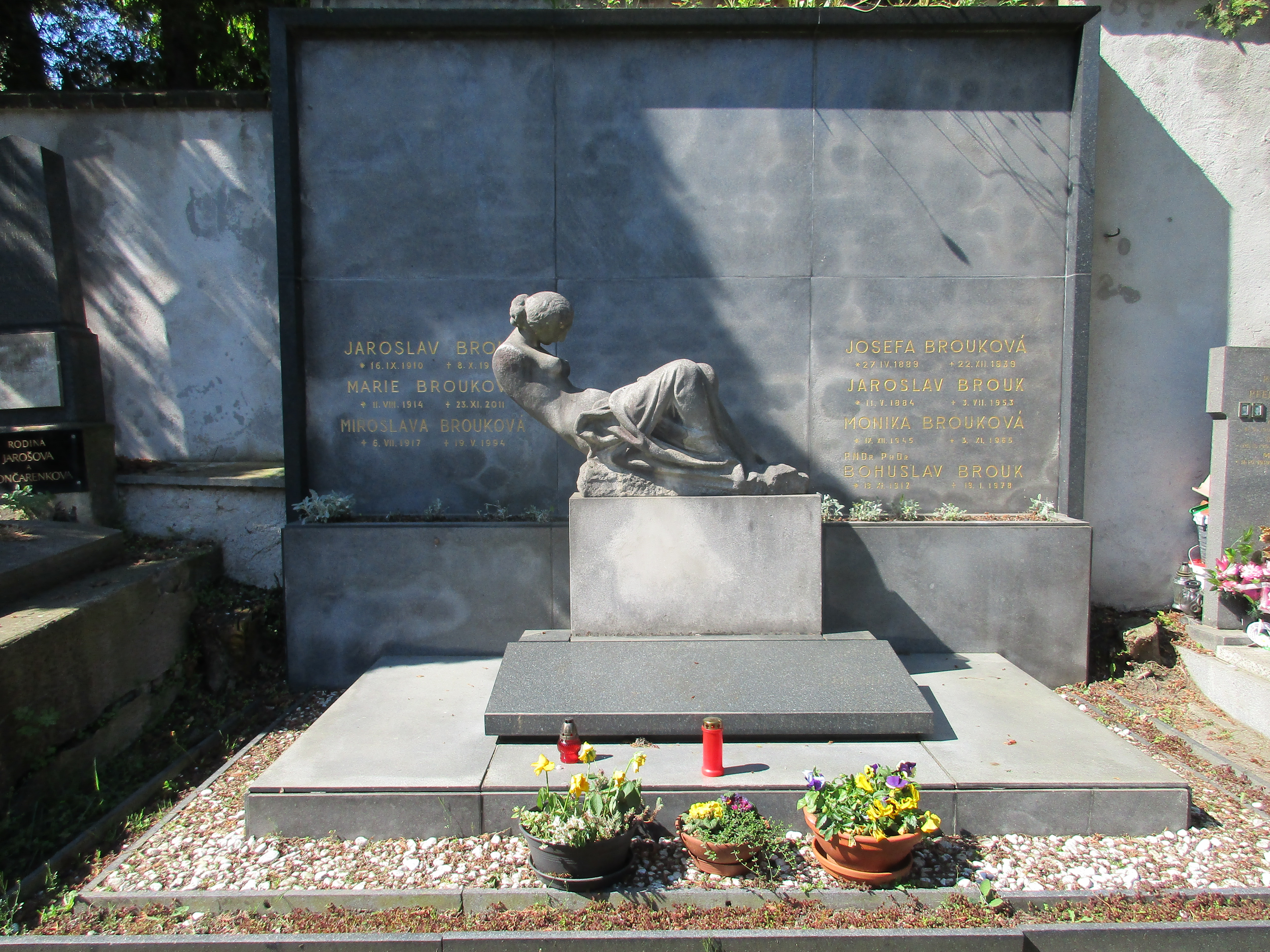
Hrob Jaroslava Brouka, obchodníka a spolumajitele obchodních domů Brouk a Babka – Hřbitov Holešovice

Po skončení druhé světové války se firmy ujal starší syn Jaroslav Brouk mladší. Po převzetí moci v Československu komunistickou stranou v únoru 1948 byla firma v rámci znárodnění veškerého hospodářství ve státě rodině Broukových odebrána a jeho obchodní domy předány různým národním podnikům.On skončil jako závozník v podniku Napako. Závěr svého života strávil Jaroslav Brouk ve starobním důchodu. Syn Jaroslav byl v letech 1949 až 1951 poslán na převýchovu do jáchymovských uranových dolů. Poté pracoval jako řidič sanitky záchranné služby.

### Úmrtí
Jaroslav Brouk zemřel 3. července 1953 v chatě u Stříbrné Skalice, kam byl vystěhován. Je pohřben v rodinné hrobce na Holešovickém hřbitově.

### Rodinný život
Jaroslav Brouk se 21. června 1909 v Holešovicích oženil s Josefou Pařízkovou (27. dubna 1889 Dolní Radechová–22. prosince 1939  Praha). Společně měli syna Jaroslava Brouka mladšího (16. září 1910 Praha–září 1989 Praha) , který byl dědicem rodinného podniku. Druhým synem zakladatele firmy byl Bohuslav Brouk (19. listopadu 1912 Praha–19. ledna 1978 Londýn), publicista a popularizátor psychoanalýzy, který na jaře 1948 odešel do exilu.